# Les Gouffres
Pour plus de détails, voir Fiche technique et Distribution.
Les Gouffres est un film français réalisé par Antoine Barraud, présenté lors du Festival de Locarno 2012, et qui sort de manière généralisée le 8 janvier 2014. Film en partie expérimental, empruntant tout à la fois au genre du film fantastique et à celui de l'étude psychologique, il est également monté en 2013 dans une version court métrage sous le titre Abismo.

## Synopsis
Georges Lebrun se rend en Amérique latine pour explorer une série de gouffres, de type doline, qui viennent d'être découverts à la suite d'un regain d'activité sismique dans la région. Il est accompagné de sa femme, France, une actrice qui prépare le rôle de Liù, l'esclave sacrificielle dans une adaptation de l'opéra Turandot de Puccini. Des répliques sont toujours très sensibles lors de leur arrivée à l'hôtel et de la conférence de presse d'avant le début de mission scientifique. Très inquiète, France appréhende le départ de Georges ainsi que de rester seule. Qui sait ce qu'il peut rencontrer au fond du gouffre.
Alors que Georges n'a pas donné de nouvelles depuis quarante-huit heures, l'angoisse de France s'accroît à l'approche de la nuit. Si le gardien du gite/hôtel tente de la rassurer, une étrange femme de chambre — qui prétend « être en communication » avec les gouffres — ne fait qu'ajouter à ses peurs. Durant la nuit, rêve ou perte de contact avec réalité, France découvre à la suite d'une nouvelle secousse une galerie sous son lit et ne peut s'empêcher d'y descendre. S'enfonçant dans les entrailles de la Terre, elle suit d'inquiétantes marques d'art pariétal et rencontre un groupe d'hommes qui l'incitent à s'enfoncer encore plus profond jusqu'au lac pour passer de l'autre côté et rejoindre Georges. Refusant l'ultime obstacle, elle fuit et remonte à la surface.
L'appel téléphonique tant attendu la sort de sa torpeur : le contact avec Georges a été rétabli, il revient. Le lendemain, alors qu'elle se précipite vers son mari, elle constate horrifiée que s'il s'agit bien de sa voix et de ses gestes, son visage n'est plus le même ; elle doit faire face à un autre homme. Ce choc la conduit à faire un séjour en hôpital. De retour en France, elle doit reprendre sa vie et son travail, sans y parvenir.

## Fiche technique
- Titre : Les Gouffres
- Titre à l'international : The Sinkholes
- Réalisation : Antoine Barraud assisté de Matthieu Blanchard
- Scénario : Antoine Barraud
- Photographie : Gordon Spooner
- Son : Fred Piet et Gilles Benardeau
- Montage : Antoine Barraud et Fred Piet
- Décors : Jean-Charles Duboc et Anne Delepoulle
- Costumes : Moïra Douguet
- Musique : Sebastian von Roland
  - Musique alternative version Abismo : Pierre-Henri Dutron et Stéphane Chalumeau[1]
- Producteur : Justin Taurand
- Société de production : Les Films du Bélier, Papaye
- Pays d'origine : France
- Langue : français, anglais, espagnol
- Format : couleur - 35 mm
- Genre : fantastique, drame et expérimental
- Durée : 65 minutes (ou 35 minutes pour la version courte Abismo[1])
- Année de production : 2012
- Dates de sortie :
  -  Suisse : 2012 (Festival de Locarno)
  -  France : 17 juin 2013 (version Abismo sur France 2)
  -  France : 8 janvier 2014 (généralisée)

## Distribution
- Nathalie Boutefeu : France Lebrun
- Mathieu Amalric : Georges Lebrun
- Mario Dragunsky : Le gardien
- Marta Hoskins : Pearl, la femme de chambre
- Vincent Launay : L'autre Georges
- Antonio Armando Alvarez : Un homme des gouffres
- Benoît Joubert : Un homme des gouffres
- Jesus Hernandez Parada : Un homme des gouffres
- Thomas Laborde : Un homme des gouffres
- Lina Maria Rozo Ocampo : Sylvia
- Antoine Barraud : Maurice, le réalisateur
- Ève Marie Salaverria : Turandot

## Présentations festivalières et sorties nationales
Les Gouffres a été sélectionné lors du festival de Locarno 2012 — et son réalisateur nommé pour le Léopard d'or dans la catégorie « Réalisateurs du présent » — puis en novembre de la même année le film est intégré au programme du Festival du film de Turin. Il est également présenté le 19 janvier 2013 en compétition officielle « longs métrages » lors du festival Premiers Plans d'Angers. À l'issue de sa présentation en compétition officielle au festival du film fantastique de Montréal « FanTasia » le 24 juillet 2013, Nathalie Boutefeu remporte le prix de la « meilleure actrice » et le film reçoit une « mention spéciale du jury ».
Une version raccourcie à 35 min et remontée avec une bande musicale différente — le court métrage s'intitule alors Abismo —, est également présentée en juin 2013 lors du festival Côté Court de Pantin, qui lui décerne le Grand-Prix de la « compétition Fictions », et diffusée sur France 2 le 17 juin 2013.
Le 8 janvier 2014, le film fait sa sortie généralisée en France dans sa « version longue » de 65 minutes.

## Réception critique
Lors de sa présentation au festival Premiers Plans à Angers, le critique du journal Ouest-France juge que cette « œuvre expérimentale servie par de magnifiques comédiens » réussit à proposer un « climat d’angoisse indéfinissable » s'attachant aux interprétations psychanalytiques des « fantasmes » et de l'« inconscient ». Après sa présentation à Montréal au festival « FanTasia », la critique de La Presse considère ce « film atmosphérique » comme une « œuvre déstabilisante » et souligne en particulier l'interprétation « très convaincante [...] d'une femme au bord de la folie » de Nathalie Boutefeu.
Au moment de sa sortie nationale en France, le magazine Trois couleurs considère qu'avec ce film le réalisateur « construit un monde de bruissements et de moiteur en parfaite adéquation avec l'interprétation de Nathalie Boutefeu » qui, mise en abyme en jouant une actrice qui répète, souligne « la folie qui touche certains artistes dans leur travail » notamment dans une scène finale « vertigineuse ». Très enthousiaste, Les Inrocks saluent le travail du réalisateur qui par « glissement progressif vers l’irrationalité [...], le jeu entre le fantasme et une réalité » abouti à un « objet séduisant et mystérieux d’un bout à l’autre ». Julien Gester, pour Libération, juge que ce film « raffiné » sur le couple utilise une « sédition poétique » et une « plastique soignée » tout en étant principalement porté par le jeu « merveilleu[x] de délicatesse » de « la sublime Nathalie Boutefeu ». Dans la même ligne, L'Express-Studio Ciné Live met en avant la performance de l'actrice principale tout en considérant que l'œuvre en elle-même est « un peu scolaire et abscons, mais la maîtrise de la réalisation force le respect ». Le magazine en ligne Critikat, qui propose une analyse plus complète de l'œuvre qualifiée d'« analogie psychogéologique », souligne les différents « niveaux d’interprétation : fantastique, psychopathologique, mythologique et poétique » du film qui traite avant tout de l'état d'une femme qui « tomb[e] à l’intérieur d’elle-même » à l'issue d'une scène finale « particulièrement forte ». Notant des similitudes avec The Descent (2005) de Neil Marshall et Ils (2006) de Xavier Palud et David Moreau, le site Culturebox de France Télévisions estime que Les Gouffres démontre d'« une sensibilité peu commune qui vaut le coup d’être explorée ».
À l'inverse, Jacques Mandelbaum pour Le Monde considère que le projet « ambitieux » n'aboutit pas en raison d'un excès de la « métaphore du gouffre » sans donner au spectateur d'éléments sur la vie, les « causes de [l]a fragilité et des raisons de [l]a perdition » de ce couple. Encore plus négatives, la critique du Le Nouvel Observateur juge que le « floutage pour exprimer le malaise du personnage et des dialogues prétentieux finissent par miner le (beau) travail de Nathalie Boutefeu » et celle de Télérama considère qu'« en basculant dans le fantastique, le film s'enfonce aussi dans le fumeux ».

## Distinctions
| Année | Cérémonie ou récompense | Prix                               | Catégorie / Lauréat(es) |
| ----- | ----------------------- | ---------------------------------- | ----------------------- |
| 2013  | Festival Côté Court     | Grand prix du festival pour Abismo | Compétition fiction     |
| 2013  | FanTasia                | Prix de la meilleure actrice       | Nathalie Boutefeu       |
| 2013  | FanTasia                | Mention spéciale                   |                         |